# Fu Zuoyi

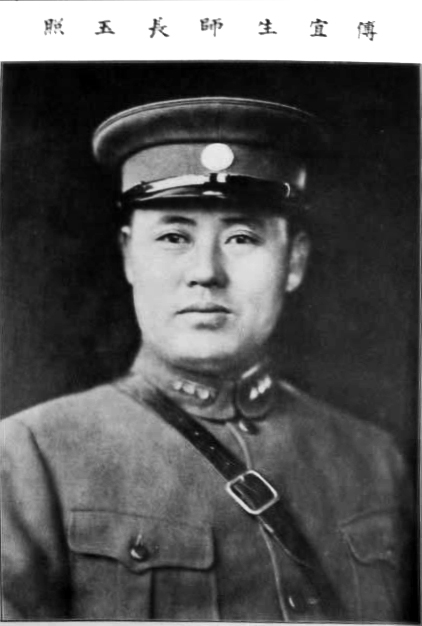
Fu Zuoyi

Fu Zuoyi (chinois simplifié : 傅作义 ; chinois traditionnel : 傅作義 ; pinyin : Fù Zuòyì ; Wade : Fu Tso-i) (2 juin 1895 – 19 avril 1974) est un chef militaire chinois qui commença sa carrière au service de Yan Xishan avant de se distinguer à la défense de la province du Suiyuan face à l'armée impériale japonaise. Dans les dernières années de la guerre civile chinoise, il remit l'importante garnison stratégique de Pékin aux forces communistes et servit par la suite dans le gouvernement de la République populaire de Chine.

## Biographie

### Entrée dans la vie militaire
Fu commence sa carrière en tant qu'officier dans l'armée du Shanxi de Yan Xishan. Il se distingue durant l'expédition du Nord de 1927-1928, après qu'Yan a fait allégeance au Kuomintang. Fu combat pour Yan lors de la guerre des plaines centrales de 1929-1930 lorsque Yan tente de former un gouvernement central dont il aurait été le président. Les forces de Yan sont facilement battues par les forces de Tchang Kaï-chek, et Yan est forcé de vivre en exil pendant une courte période.

### La défense du Suiyuan
Après le retour de Yan au Shanxi en 1931, Fu mène les efforts de son maître pour « coloniser » et prendre le contrôle de la province du Suiyuan. La plupart des travaux sont effectués par les soldats-fermiers de Fu comme l'exploitation du fer (24 % du total de la Chine) et la mise en culture de plus de 16 km2 de terrain pour la première fois. Fu entretient une proche relation avec Zhang Xueliang afin d'accroître la légitimité de Yan sur le Suiyuan.
En mars 1936, les troupes du Mandchoukouo envahissent la province de Cháhāěr au Nord-Est du Suiyuan, mettant en péril le contrôle de Fu. Ces troupes pro-Japonaises occupent la ville de Bailingmiao (en) où le comité local des affaires politiques autonome mongol (en) installe son quartier-général. Trois mois plus tard, le président de ce conseil, le prince Demchugdongrub, déclare être le dirigeant d'une Mongolie indépendante (Mengguguo), et forme une armée avec l'aide matérielle des Japonais. En août 1936, l'armée du prince tente d'envahir l'est du Suiyuan, mais est défaite par les forces de Yan commandées par Fu Zuoyi. Après cet évènement, le prince prépare une autre invasion tandis que des agents japonais photographient et dessinent les défenses du Suiyuan.
En novembre 1936, l'armée du prince présente à Fu Zuoyi un ultimatum pour se rendre. Lorsque Fu répond que le prince n'est qu'une marionnette aux mains de « certains milieux » et lui demande de se soumettre à l'autorité du gouvernement central, les armées mongoles et mandchoues du prince lancent une nouvelle attaque plus ambitieuse. Ces 15 000 soldats sont armés d'armes japonaises, soutenus par l'aviation japonaise, et parfois même menés par des officiers japonais (des soldats japonais combattant pour le Mengguguo étaient souvent exécutés par Fu après leur capture en tant que combattants illégaux puisque le Mengguguo n'était pas reconnu comme faisant partie du Japon).
Anticipant le déclenchement de la seconde guerre sino-japonaise, des espions japonais détruisent un important dépôt de matériel à Datong et mènent une vaste série de sabotages. Afin de défendre le Suiyuan, Yan place ses meilleurs troupes et ses généraux les plus compétents, comme Zhao Chengshou ou son gendre, Wang Jingguo, sous le commandement de Fu. Durant le mois de combat qui s'ensuit, l'armée du Mengguguo accuse de lourdes pertes. Les forces de Fu réussissent à reprendre Bailingmiao le 24 novembre 1936, et s'apprêtent à attaquer le Cháhāěr avant d'être averties par l'armée du Guandong que cela provoquerait une attaque générale de l'armée impériale japonaise. Les forces du prince tentent plusieurs fois de reprendre Bailingmiao, mais Fu en profite pour envoyer des troupes au nord où il s'empare des dernières bases du prince au Suiyuan et annihile virtuellement son armée. Après que les Japonais lui ont apporté de l'aide, Yan accuse publiquement le Japon d'aider les envahisseurs. Les victoires de Fu au Suiyuan sur des forces soutenues par les Japonais sont acclamées dans les journaux et magazines chinois, chez les seigneurs de guerre et les politiciens, et chez les étudiants et le peuple chinois en général. Ses victoires accroissent grandement son prestige et celui de Yan Xishan.

### Le combat contre les communistes et les Japonais
Durant la seconde guerre sino-japonaise, Fu tient divers commandements dans le nord de la Chine. En tant que commandant du 7e groupe d'armées, il participe à l'opération Cháhāěr (en), la bataille de Taiyuan et l'offensive d'hiver 1939-40 (en), durant laquelle il sort victorieux de la bataille de Wuyuan (en). Fu finit la guerre au poste de commandant de la 12e zone de guerre, ce qui comprend le Jehol, le Cháhāěr, et le Suiyuan.
Durant la guerre civile chinoise, les forces de Fu (500 000 hommes) contrôlent le corridor stratégique de Suiyuan-Peiping qui sépare la Mandchourie du reste de la Chine. Après que les communistes ont capturé les provinces de Mandchourie fin 1948, ils s’infiltrent sur les territoires de Fu et font pression pour négocier une solution pacifique avant l'inévitable domination communiste. Au même moment, Fu devient de plus en plus désillusionné par Tchang Kaï-chek, surtout en octobre 1948, lorsque Tchang se retire soudainement d'une réunion critique pour discuter de la défense du territoire de Fu sans donner d'explications immédiates.
Les circonstances du départ soudain de Tchang ne seront connues que bien plus tard. Quelque temps plus tôt, son fils, Chiang Ching-kuo, avait arrêté son cousin, Kong Lingkan, dans le cadre d'une politique punitive contre les criminels de l'économie et de la finance. Réalisant que son neveu allait être exécuté pour ses crimes, et que Chiang Ching-kuo allait probablement exécuter Kong pour donner l'exemple, Soong May-ling avait prié Tchang Kaï-chek de se rendre immédiatement à Shanghai pour secourir Kong. Il accepta de le sauver, et était parti en pleine réunion sur un important préparatif de défense. Son soudain départ est un grand choc au moral des nationalistes et donne l'impression à Fu et d'autres commandants qu'il place le bien-être de sa famille avant celui de la nation.
Les agents communistes infiltrés dans les rangs de Fu, dont sa propre fille Fu Dongju, et son secrétaire personnel, Yan Youwen, qui est originaire de la même ville que Fu (Ronghe à Yuncheng), font pression sur Fu pour se rendre aux communistes et leur transmettre des renseignements vitaux. Fu commence des négociations secrètes avec Lin Biao, durant lesquelles il arrange la reddition de la garnison de Pékin, totalisant environ 250 000 hommes, le 31 janvier 1949. Yan Youwen agit en tant que représentant de Fu dans les négociations, mais Fu ignore en fait la véritable allégeance de Yan jusqu'à l'établissement de la République populaire de Chine.

### Au service de la République populaire de Chine
Les contributions de Fu au succès du Parti communiste chinois lui valent d'être récompensé avec de hautes fonctions, comme celui de ministre des ressources en eau ou des postes dans la conférence consultative politique du peuple chinois. Durant la révolution culturelle (1966–1975), Fu est incapable de protéger les propres membres de sa famille malgré sa position au gouvernement.
Bien que sa fille Fu Dongju ait été reconnue comme étant une fervente agente communiste qui joua un rôle important en infiltrant les rangs de son père, et mena à sa reddition en 1949, elle est, à plusieurs reprises, persécutée et humiliée en public par les Gardes rouges. Après la révolution culturelle, Fu Dongju prend la tête d'une division d'un Front unique, et prend sa retraite en 1995. Elle meurt en 2007.

## Carrière militaire: dates importantes
- 1928-1929 Commandant de la garnison de Tientsin
- 1929-1930 Commandant de la 10e armée
- 1930-1932 Commandant de la 35e armée
- 1931-1946 Président du gouvernement de la province du Suiyuan
- 1933-1941 Commandant-en-chef du 7e groupe d'armées
- 1937-1941 Commandant du 35e corps
- 1938 Commandant-en-chef de la force de route du Nord, 2e zone de guerre
- 1939-1945 Commandant-en-chef de la 8e zone de guerre
- 1945 Commandant-en-chef de la 12e zone de guerre
- 1945-1947 Directeur du quartier-général pour la pacification de Kalgan
- 1946-1947 Président du gouvernement de la province du Cháhāěr
- 1947-1948 Commandant-en-chef du quartier-général pour la suppression des bandits de Chine du Nord